# Návštěvníci z Mlčící planety
Návštěvníci z Mlčící plantety je první knihou z Kosmické trilogie britsko-irského autora C. S. Lewise. Jedná se o sci-fi román s výrazným vlivem náboženské tematiky. Kniha poprvé vyšla v roce 1938 v anglickém nakladatelství The Bodley Head v Londýně.

## Hlavní postavy
- Elwin Ransom
- profesor Weston
- Richard Devine